# Rasinja
Rasinja es un municipio de Croacia en el condado de Koprivnica-Križevci.

## Geografía
Se encuentra a una altitud de 159 m s. n. m. a 95,7 km de la capital nacional, Zagreb.

## Demografía
En el censo 2011 el total de población del municipio fue de 3267 habitantes, distribuidos en las siguientes localidades:
- Belanovo Selo - 38
- Cvetkovec - 210
- Duga Rijeka - 141
- Gorica - 138
- Grbaševec - 32
- Ivančec - 63
- Koledinec - 170
- Kuzminec - 299
- Ludbreški Ivanac - 62
- Lukovec - 44
- Mala Rasinjica - 34
- Mala Rijeka - 31
- Prkos - 50
- Radeljevo Selo - 113
- Rasinja - 876
- Ribnjak - 50
- Subotica Podravska - 510
- Velika Rasinjica - 17
- Veliki Grabičani - 103
- Veliki Poganac - 234
- Vojvodinec - 52

| Gráfica de población de Rasinja 1857-2011                           |
|                                                                     |
| Según los censos de población de la oficina estadística de Croacia. |